# هنري ريتشاردز
هنري ريتشاردز (بالإنجليزية: Henry Richards)‏ هو سياسي بريطاني، ولد في 1821 في إنجلترا في المملكة المتحدة، وتوفي في 3 أبريل 1868 في أستراليا. انتخب عضو المجلس التشريعي ولاية كوينزلاند عن دائرة Electoral district of Town of South Brisbane ‏ (30 أبريل 1860 – 10 يونيو 1863).